# Is That Alright?
"Is That Alright?" là bài hát từ bộ phim 2018 A Star Is Born và album nhạc phim cùng tên, được biểu diễn bởi ca sĩ-diễn viên của phim, Lady Gaga.

## Bảng xếp hạng

### Bảng xếp hạng theo tuần
| Bảng xếp hạng (2018)                | Vị trí cao nhất |
| ----------------------------------- | --------------- |
| Úc (ARIA)                           | 96              |
| Canada (Canadian Hot 100)           | 85              |
| Euro Digital Songs (Billboard)      | 19              |
| France Downloads (SNEP)             | 34              |
| Hungary (Single Top 40)             | 22              |
| New Zealand Hot Singles (RMNZ)      | 40              |
| Scotland (OCC)                      | 20              |
| Slovakia (Singles Digitál Top 100)  | 12              |
| Spain Physical/Digital (PROMUSICAE) | 33              |
| Sweden Digital Songs (Billboard)    | 10              |
| Anh Quốc Download (OCC)             | 23              |
| Hoa Kỳ Billboard Hot 100            | 63              |

### Bảng xếp hạng cuối năm
| Bảng xếp hạng (2019) | Vị trí |
| -------------------- | ------ |
| Portugal (AFP)       | 1503   |